# 伊勢原市立伊勢原中学校
伊勢原市立伊勢原中学校（いせはらしりついせはらちゅうがっこう）は、神奈川県伊勢原市桜台にある公立中学校。

## 沿革
出典
- 1947年（昭和22年）4月22日 - 中郡伊勢原町立伊勢原中学校創立
- 1948年（昭和23年）4月1日 - 伊勢原町大田村岡崎村城島村教育組合立伊勢原中学校に改称
- 1955年（昭和30年）4月1日 - 伊勢原町岡崎村城島村教育組合立伊勢原中学校に改称
- 1952年（昭和27年）9月 - 校歌制定
- 1956年（昭和31年）9月1日 - 伊勢原町平塚市教育組合立伊勢原中学校に改称
- 1958年（昭和33年）11月 - 日本学生科学賞学校賞第一位
- 1960年（昭和35年）10月 - 全日本学校新聞コンクール文部大臣賞受賞
- 1971年（昭和46年）3月1日 - 伊勢原市平塚市教育組合立伊勢原中学校に改称
- 1975年（昭和50年）4月1日 - 伊勢原市立伊勢原中学校に改称
- 1982年（昭和57年）4月 - 本校より伊勢原市立中沢中学校と分離
- 1983年（昭和58年）3月 - 新校舎竣工式
- 1984年（昭和59年）2月 - 体育館竣工式
- 1984年（昭和59年）7月 - プール竣工式
- 1997年（平成9年）11月 - 創立50周年式典

## 教育目標
出典
1. 生命の尊さを知り、心身共に健康な生徒
2. お互いの立場を考え、思いやりのある生徒
3. 知性を磨き、創造力豊かな生徒
4. 主体的に、たくましく生きる生徒

## 進学前小学校
出典
- 伊勢原市立大田小学校（一部は伊勢原市立中沢中学校へ）
- 伊勢原市立桜台小学校（一部は伊勢原市立中沢中学校へ）
- 伊勢原市立竹園小学校

## 交通
小田急小田原線・伊勢原駅下車南口より徒歩10分

## 著名な出身者
- 小沼慶多（元高校野球指導者、元独立リーグ球団スタッフ）
- 城所卓雄（外交官）
- 武田将平（サッカー選手）[4]